# TinyMCE
TinyMCE는 LGPL로 공개된 오픈 소스 소프트웨어인 온라인 리치 텍스트 에디터이다. HTML textarea 필드나 기타 HTML 요소들을 에디터 인스턴스로 변환하는 기능이 있다. TinyMCE는 리액트, Vue.js, AngularJS 등의 자바스크립트 라이브러리와 Joomla!, 워드프레스 등의 콘텐츠 관리 시스템의 연동을 쉽게 하도록 설계되었다.

## 브라우저 호환성
TinyMCE는 여러 운영 체제에 걸쳐 구글 크롬, 모질라 파이어폭스, 사파리, 마이크로소프트 엣지, 인터넷 익스플로러, 오페라 등 대부분의 브라우저와 호환된다.

## API
TinyMCE는 사용자 지정 통합을 위한 확장 API를 포함하고 있다.

## 같이 보기
- CKEditor